# Le Reste du monde

Le Reste du monde est un téléfilm français réalisé par Damien Odoul et diffusé pour la première fois le 14 décembre 2012 sur Arte.

## Fiche technique
- Réalisation : Damien Odoul
- Scénario : Damien Odoul
- Photographie : Sylvain Rodriguez
- Montage : Jean-Christophe Hym
- Pays :  France
- Durée : 85 minutes

## Distribution
- Aurélie Mestres : Aurélie
- Marie-Ève Nadeau : Eve
- Judith Morisseau : Judith
- Emmanuelle Béart : Katia
- Mathieu Amalric : Paul
- Charles Berling : le géniteur
- Jean-Louis Coulloc'h : Gilles
- Pierre-Louis Bonnetblanc : Pierre-Louis